# Абу-арапеш
Абу-арапеш, или абу (Abu’, Abu’ Arapesh, Ua) — находящийся под угрозой исчезновения папуасский язык, на котором говорит народ абу (арапеш), проживающий в административном районе 8 сельской ПОМУ Маблеп округа Маприк провинции Восточный Сепик; в административных районах 23, 24, 25 сельской ПОМУ Восточный Аитапе округа Аитапе-Луми провинции Сандаун в Папуа-Новой Гвинее.
У абу имеется диалект матапау. На большинстве территорий северных деревень использование абу заменяется на ток-писин, который является преобладающим языком 40% молодого поколения.